# Rotterdam
Rotterdam és una ciutat dels Països Baixos, la segona en nombre d'habitants després d'Amsterdam. Situada a les ribes del Nieuwe Maas, és, amb prop de 600.000 habitants, la ciutat més important d'Holanda del Sud, i un dels ports més importants del món. Limita al nord-oest amb Westland, Midden-Delfland i Delft, al nord amb Pijnacker-Nootdorp i Lansingerland, al nord-est amb Zevenhuizen-Moerkapelle i Nieuwerkerk aan den IJssel, a l'oest amb Schiedam, Vlaardingen, Maassluis i Rozenburg, a l'est amb Capelle aan den IJssel i Krimpen aan den IJssel, al sud-oest amb Spijkenisse, Bernisse, Brielle i Westvoorne, al sud amb Barendrecht i Albrandswaard, i al sud-est amb Ridderkerk.
El nom prové d'una presa o resclosa (dam) que fou feta al Rotte, un petit riu que s'uneix al Nieuwe Maas en aquell punt.
El cor de la ciutat fou bombardejada per la Luftwaffe el 1940, i unes 900 persones van morir durant els bombardeigs.

## Nuclis de població

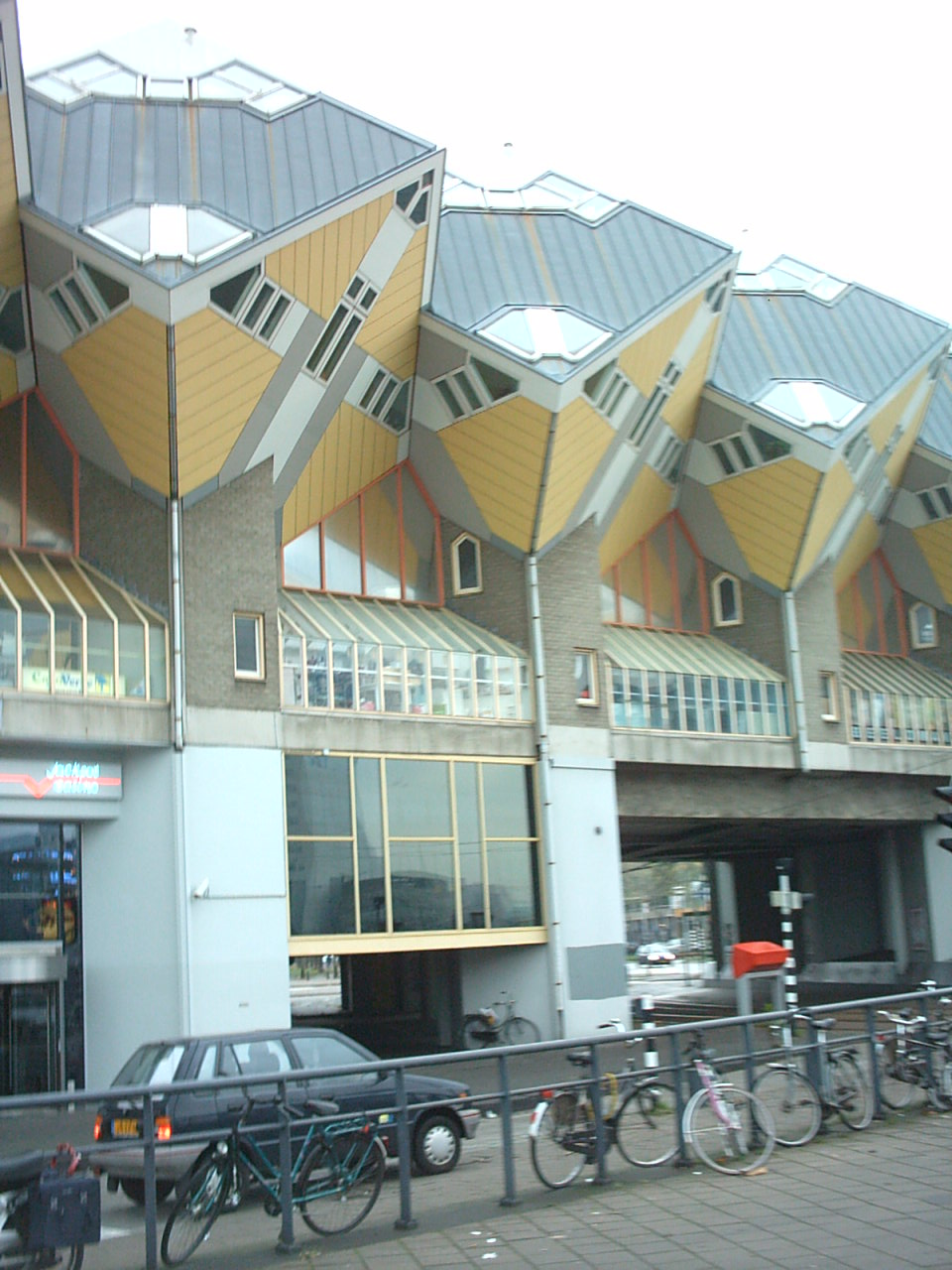
Cases cúbiques del centre de la ciutat

La ciutat es compon d'11 districtes:
- Centrum:

Cool, Dijkzigt, Kop van Zuid, Oude Westen, Scheepvaartkwartier, Stadsdriehoek, C.S. kwartier
- Charlois:

Carnisse, Heijplaat, Oud-Charlois, Pendrecht, Tarwewijk, Wielewaal, Zuidwijk
- Delfshaven:

Bospolder/Tussendijken, Delfshaven/Schiemond, Middelland, Nieuwe Westen, Spangen, het Witte Dorp, Oud-Mathenesse
- Feijenoord:

Afrikaanderwijk, Bloemhof, Feijenoord, Hillesluis, Katendrecht, Noordereiland, Vreewijk
- Hillegersberg-Schiebroek:

Hillegersberg, Honderd en Tien Morgen, Kleiwegkwartier, Molenlaankwartier, Nieuw Terbregge, Schiebroek, Terbregge
- Hoek van Holland:

Hoek van Holland, Oude Hoek
- Hoogvliet:

Boomgaardshoek, Meeuwenplaat, Middengebied, Nieuw Engeland, Oudeland, Tussenwater, Westpunt, Zalmplaat
- IJsselmonde:

Beverwaard, De Veranda, Groenenhagen-Tuinenhoven, Hordijkerveld, Kreekhuizen, Lombardijen, Oud-IJsselmonde, Reyeroord, Sportdorp, Zomerland
- Kralingen-Crooswijk:

Crooswijk, De Esch, Kralingen, Rubroek, Struisenburg
- Noord:

Agniesebuurt, Bergpolder, Blijdorp, Blijdorpse polder, Liskwartier, Oude Noorden, Provenierswijk
- Overschie

Kandelaar, Kleinpolder, Landzicht
- Pernis
- Prins Alexander:

Het Lage Land, Kralingseveer, Nesselande, Ommoord, Oosterflank, Prinsenland, Zevenkamp

## Arquitectura

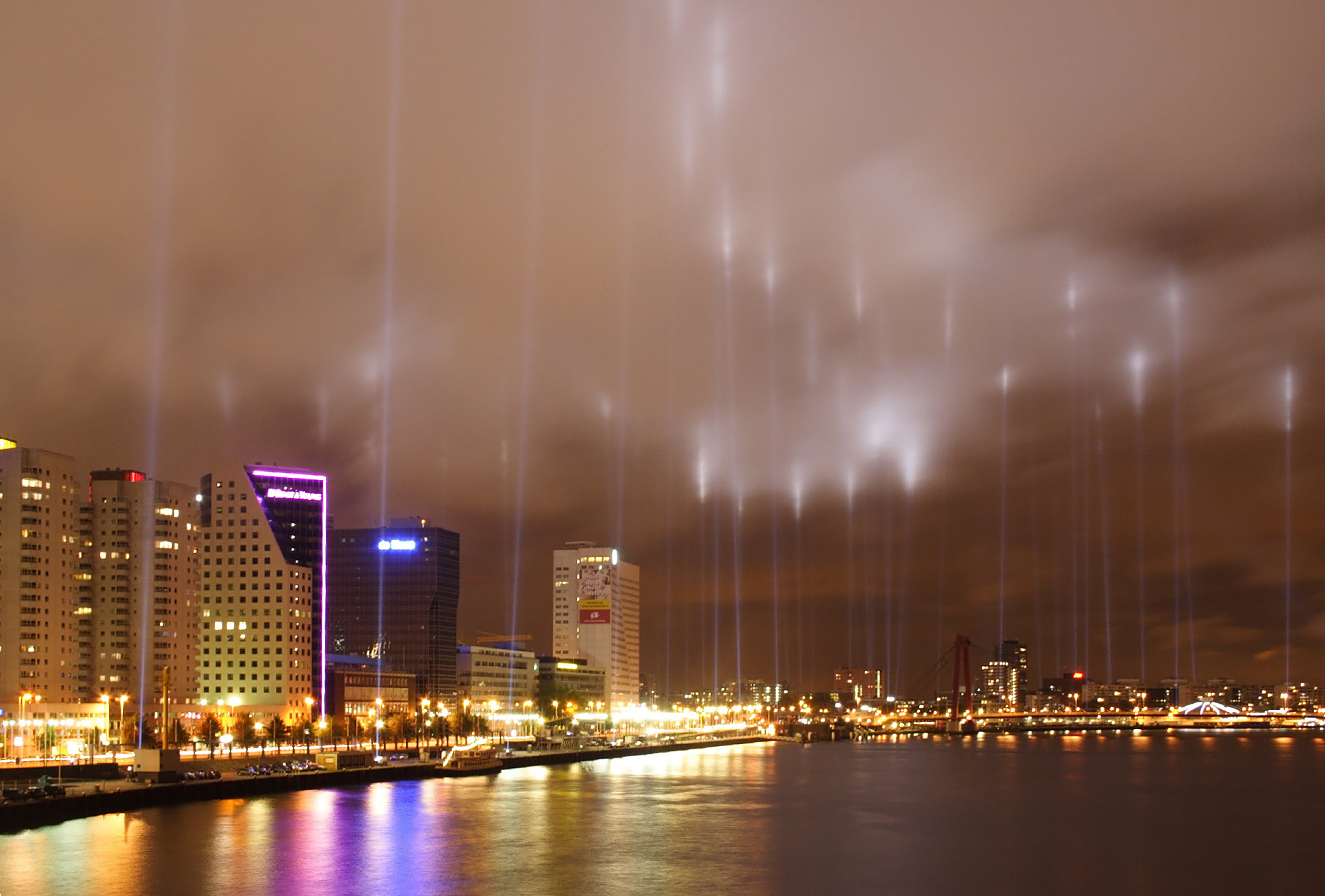
Joc de llums fet el 15 de maig de 2007 en commemoració del bombardeig nazi de 1940 a la ciutat.

L'arquitectura de la ciutat, especialment el centre, és moderna i contrasta amb el tradicionalisme preeminent a la majoria de ciutats del país. Aquest fet es deu en gran part al bombardeig de la Luftwaffe alemanya, que devastà el centre de la ciutat la nit del 14 de maig de 1940, i que va ser el més important sofert pels Països Baixos durant la Segona Guerra Mundial. Actualment, el centre compta amb nombrosos gratacels, entre els quals el més alt dels Països Baixos, el De Zalmhaven, de 215 metres, completat en 2022.

## Ajuntament
| Partit                | 1962 | 1966 | 1970 | 1974 | 1978 | 1982 | 1986 | 1990 | 1994 | 1998 | 2002 | 2006 |
| PvdA                  | 23   | 18   | 19   | 24   | 25   | 21   | 24   | 18   | 12   | 15   | 11   | 18   |
| Leefbaar Rotterdam    | -    | -    | -    | -    | -    | -    | -    | -    | -    | -    | 17   | 14   |
| CDA                   | 13   | 12   | 12   | 10   | 10   | 8    | 8    | 9    | 6    | 6    | 5    | 3    |
| SP                    | -    | -    | -    | -    | -    | -    | -    | -    | 1    | 4    | 1    | 3    |
| VVD                   | 4    | 5    | 5    | 7    | 6    | 9    | 7    | 6    | 6    | 9    | 4    | 3    |
| GL                    | 4    | 6    | 3    | 3    | 1    | 4    | 2    | 2    | 3    | 4    | 3    | 2    |
| CU/SGP                | 1    | 1    | 1    | 1    | 1    | 1    | 1    | 1    | 1    | 1    | 1    | 1    |
| D66                   | -    | -    | 4    | -    | 2    | 2    | 2    | 7    | 7    | 3    | 2    | 1    |
| Stadspartij Rotterdam | -    | -    | -    | -    | -    | -    | -    | -    | 2    | 2    | 1    | -    |
| CP (86)/CD            | -    | -    | -    | -    | -    | -    | 1    | 2    | 6    | -    | -    | -    |
| Altres                | -    | 3    | 1    | -    | -    | -    | -    | -    | 1    | 1    | -    | -    |
| Total                 | 45   | 45   | 45   | 45   | 45   | 45   | 45   | 45   | 45   | 45   | 45   | 45   |

## Port
El port de Rotterdam és el més important d'Europa i el segon en volum de mercaderies del món, després del de Xangai. El port deu la seva prosperitat a la tradició marinera del país i a la situació estratègica de la ciutat, al punt de confluència dels rius Rin i Mosa, que ha contribuït a fer de Rotterdam un importantíssim nus de comunicacions que canalitza l'intercanvi de mercaderies entre el continent i la resta del món, mitjançant enllaços per carretera, barcassa (fluvial), tren i, sobretot, vaixell (oceànic).

## Fills il·lustres
- Willem Hussem (1900-1974), escultor, poeta, pintor.
- Hendrik Anthony Kramers (1894-1952), físic teòric i matemàtic.
- Louis Victor Saar (1868-1937), pianista, crític musical i compositor.
- Dirk Schaefer (1874-1931), compositor i violinista.
- Bartolomeus Tours (1797-1864), organista i director d'orquestra.
- Berthold Tours (1838-1897), compositor i director d'orquestra.
- Jacob Tours (1759-1811), organista i compositor.
- Jan van Gilse (1881-1944), compositor i director d'orquestra.
- Simon van Milligen (1849-1929), compositor musical.
- Anton Van Rooy (1870-1932), cantant d'òpera de la corda de baix-baríton.
- Jacobus Henricus van't Hoff (1852-1911), Premi Nobel de Química 1901.
- Max von der Sandt (1863-…?]), pianista i compositor.
- Johannes van der Corput (1890-1975), matemàtic.